# Travel Service Spain
Travel Service Spain – hiszpańska linia lotnicza wykonująca połączenia czarterowe. Powstała jako siostrzana linia czeskiego przewoźnika Travel Service. Na rynku lotniczym działa od 2003 roku.

## Flota
Przewoźnik nie posiada żadnego aktywnego samolotu.